# Объекты, названные в честь Л. М. Кагановича
В честь Лазаря Моисеевича Кагановича, как и в честь многих других советских деятелей эпохи культа личности, было названо множество объектов.

## Географические названия, населённые пункты
- Город Каганович (1938—1957) в Московской области РСФСР, переименован в Новокаширск
- Кагановичабад в Таджикской ССР, переименован в Колхозабад
- Кагановическ Туркменская ССР, переименован в Комсомольск
- имени Л. М. Кагановича (Луганская область), возвращено название Попасная
- имени Кагановича, село, ныне город Аркалык
- имени Кагановича (Тульская область), посёлок Товарковский
- имени Кагановича (Забайкальский край), железнодорожная станция Пашенная — переименована в 1957 году в Чернышевск-Забайкальский
- Кагановичи Первые (Киевская область), переименовано в Полесское
- Каганович (Днепропетровская область), переименовано в Горняцкое
- Кагановичи (Херсонская область), переименовано в Зоревку[источник не указан 408 дней].
- Каганович (Воронежская область), переименовано в Подлесный
- Каганович (Азербайджанская ССР), переименовано в Серебровский, теперь Гарачухур
- Каганович (ранее Ново-Троицкое, Киргизская ССР), переименовано в Сокулук
- Каганович (Амурская область), село, возвращено название Екатеринославка
- Кагановичский район Азово-Черноморского края (с 1937 Краснодарский край) — в 1957 переименован в Калининский район
- Кагановичский район Амурской области — в 1957 переименован в Октябрьский район
- Кагановичский район Сталинградского края (с 1936 Сталинградской области) — в 1957 переименован в Суровикинский район
- Кагановичский район Омской области (1937—1953)
- Кагановичский район Павлодарской области Казахской ССР (1938—1957), переименован в Ермаковский
- Кагановичский район Сталинабадской (в 1944—1947 Курган-Тюбинской) области Таджикской ССР — в 1957 переименован в Колхозабадский район
- Кагановичский район Ферганской области Узбекской ССР — в 1957 переименован в Узбекистанский район
- Кагановичский район Фрунзенской области Киргизской ССР — в 1957 переименован в Сокулукский район
- Кагановичский район Чарджоуской области Туркменской ССР — в 1956 упразднён
- Имени Кагановича — колхоз в с. Богушовка
- Имени Кагановича — колхоз в с. Капрешты
- Имени Кагановича — колхоз в м. Златополь (Новомиргород) Кировоградской области, Украина
- Имени Кагановича — колхоз в с. Поляны Рязанского района Рязанской области.
- Имени Кагановича — колхоз в г. Дербент Дагестанской АССР
- рабочий посёлок «Каганович» при руднике им. Кагановича Богородицкого района Московской области
- район имени т. Кагановича (б. Кудашский район) УзССР

## Объекты городской топонимики
- Кагановичский район Алма-Аты — в 1957 переименован в Октябрьский район (с 1995 года — Турксибский район)
- Кагановичский район Баку (до 1957)
- Кагановичский район Воронежа — упразднён в 1957
- Кагановичский район Краснодара — в 1957 переименован в Ленинский район
- Кагановичский район Красноярска (с 1938 года) — в 1957 переименован в Октябрьский район
- Кагановичский район Макеевки, переименован в Червоногвардейский
- Кагановичский район Минска (до 1957), переименован в Октябрьский район
- Кагановичский район Новосибирска — в 1957 переименован в Железнодорожный район
- Кагановичский район Перми, переименован в Дзержинский
- Кагановичский район Ставрополя — упразднён в 1956
- Кагановичский район Свердловска — в 1957 переименован в Железнодорожный район
- Кагановичский район Харькова (до 1957), переименован в Киевский
- Кагановичский район города Одесса (до 1957), ныне Приморский район,
- Кагановичский район Чкалова — упразднён в 1956
- Кагановичский район Ярославля (с 1938 года) — упразднён в 1953
- 1-я улица Кагановича (1936—1957) в Липецке, переименована в улицу Чапаева
- 2-я улица Кагановича (до 1957) в Липецке, переименована в Кольцевую улицу
- 3-я улица Кагановича (до 1957) в Липецке, переименована в улицу Тимура Фрунзе
- улица Кагановича в Ртищево (до 1957), переименована в улицу 40 лет Октября
- улица Кагановича в Броварах (до 1957), переименована в Вокзальную улицу[1]
- улица Кагановича в Тюмени (до 1957), переименована в улицу Карла Маркса
- «Имени Кагановича» — станция Московского метрополитена им. В. И. Ленина (1955—1957), переименована в «Проспект Маркса»
- Центральный парк культуры и отдыха имени Кагановича в Воронеже, переименован в Центральный парк культуры и отдыха имени А. М. Горького, а позже в Воронежский центральный парк
- Площадь Кагановича — площадь в селе Роговатое Белгородской области (сохранила название по сей день)

## Предприятия, учреждения
- Железная дорога им. Л. М. Кагановича (до 1936 Пермская)
- Литейно-механический завод имени Л. М. Кагановича в Люблино
- Витебская льнопрядильная фабрика им. Л. М. Кагановича (бывшая «Двина»)
- Мелитопольская детская железная дорога имени Лазаря Кагановича в Мелитополе
- Московский метрополитен имени Л. М. Кагановича (1935—1955), переименован в «имени В. И. Ленина»
- Харьковский юридический институт имени Кагановича в Харькове
- Кожевенный институт имени Л. М. Кагановича (Москва)
- Промышленная академия им. Л. М Кагановича
- 1-й подшипниковый завод им. Л. М. Кагановича
- Минская обувная фабрика им. Л. М. Кагановича
- Рудник им. Кагановича Богородицкого района Московской области
- нефтерудник Шор-Су имени Кагановича

## Прочие объекты
- Крейсер «Каганович» (с 1957 «Петропавловск»)
- Ледокол «Лазарь Каганович» (с 1957 «Адмирал Лазарев»)
- Троллейбус ЛК-1
- Паровоз ЛК